# Ярослава Мудрого (станція метро)
«Ярослава Мудрого» — 16-та станція Харківського метрополітену. Розташована на Салтівській лінії між станціями «Університет» і «Київська». Вихід зі станції розташований на розі вулиць Григорія Сковороди і Ярослава Мудрого, який утворює майдан Ярослава Мудрого. Відкрита 10 серпня 1984 року.
Станція «Ярослава Мудрого» — найглибша станція Харківського метрополітену. Висота підйому по вертикалі — 35 метрів. На станції налічується 24 настінних барельєфів.

## Історія
Станція відкрита 11 серпня 1984 року. Була названа за розташуванням на колишній Пушкінській вулиці (нині Григорія Сковороди). В оформленні станції були використані барельєфи за мотивами творів Олександра Пушкіна та погруддя поета, обрамлене лавровим вінком. Виконані з бронзи, фаянсу, кованого металу, вони були розміщені на стінах вестибюля та платформи. Назва станції на колійних стінах також складається з позолочених великих літер, стилізованих під інтер'єр. Облицювання пілонів у формі спадаючих складок матерії, білі мармурові стіни на тлі темно-сірих підлог, декоративні решітки вентиляції, позолочені світильники відтворюють інтер'єри класичного стилю початку XIX століття.
Станція має виходи до юридичного університету імені Ярослава Мудрого та гуртожитку «Гігант». Неподалік розташовані також педагогічний та автодорожній університети, НТУ «ХПІ», низка наукових та лікувальних закладів. Поряд зі станцією починається декілька автобусних маршрутів, що пов'язують цей район із Павловим Полем, Олексіївкою та П'ятихатками.
У січні 2024 року на станції демонтовано барельєфи з зображеннями Пушкіна, замальовано цитати з його творів. Після перейменування вулиці Пушкінської, де знаходиться станція, знову постало питання про її перейменування відповідно до Закону України «Про засудження та заборону пропаганди російської імперської політики в Україні і деколонізацію топонімії». На сайті Харківської міської ради створено декілька петицій з пропонованими назвами: «Сковородинська»‎, «Політехнічна»‎, «Ярослава Мудрого», «‎Молодіжна», «‎Літературна». 24 квітня 2024 року розпочалося електронне голосування за перейменування станції з варіантами «Нагірна», «Політехнічна» або «Ярослава Мудрого». 26 квітня 2024 року станція перейменована на честь Великого князя київського Ярослава Мудрого.

## Конструкція
Пілонна трисклепінна з острівною платформою. Станція є глибоко закладеною (глибина закладання становить приблизно 35 метрів).

## Колійний розвиток
Станція без колійного розвитку.

## Галерея

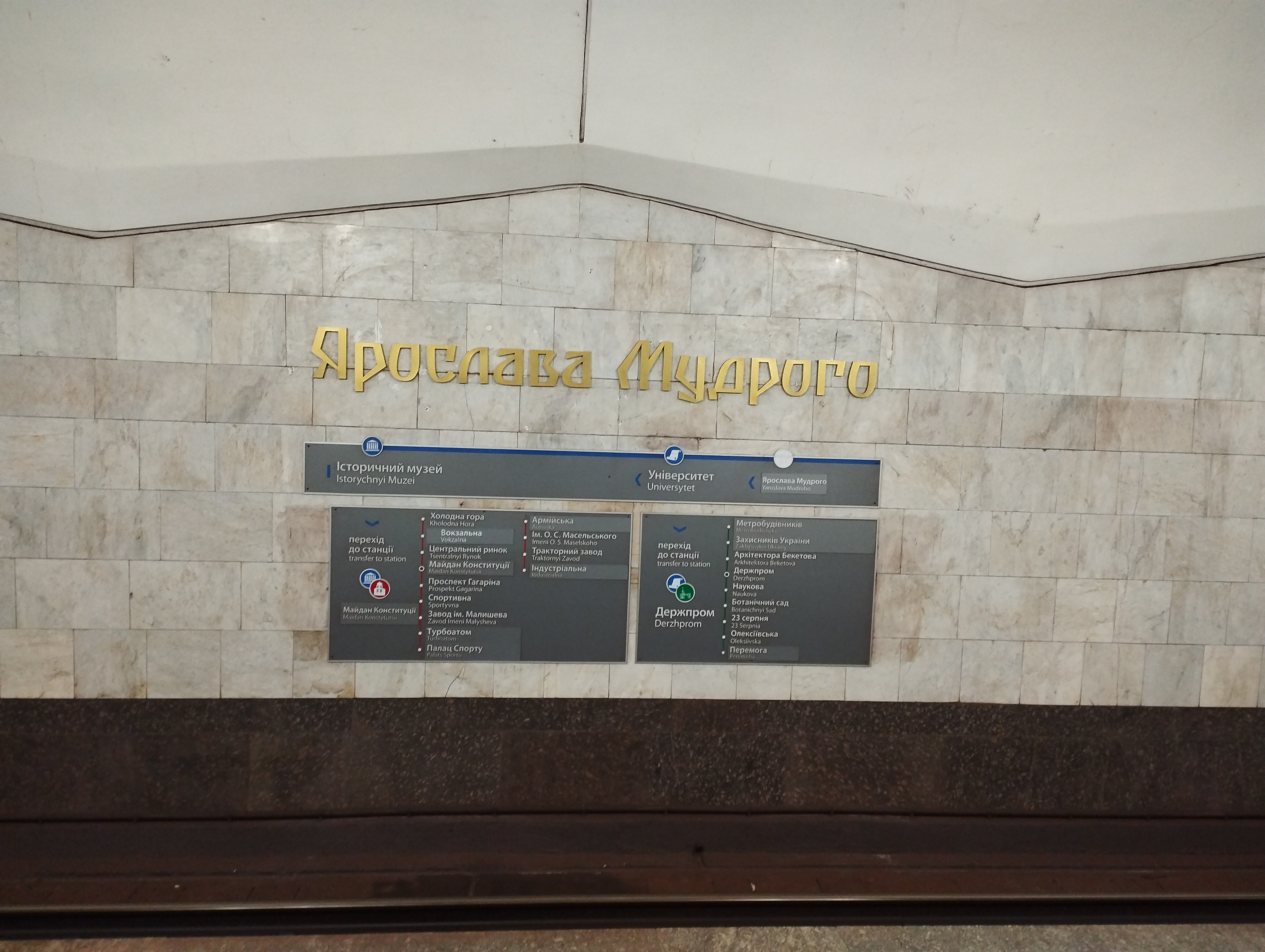
Оновлена назва на колійній стіні
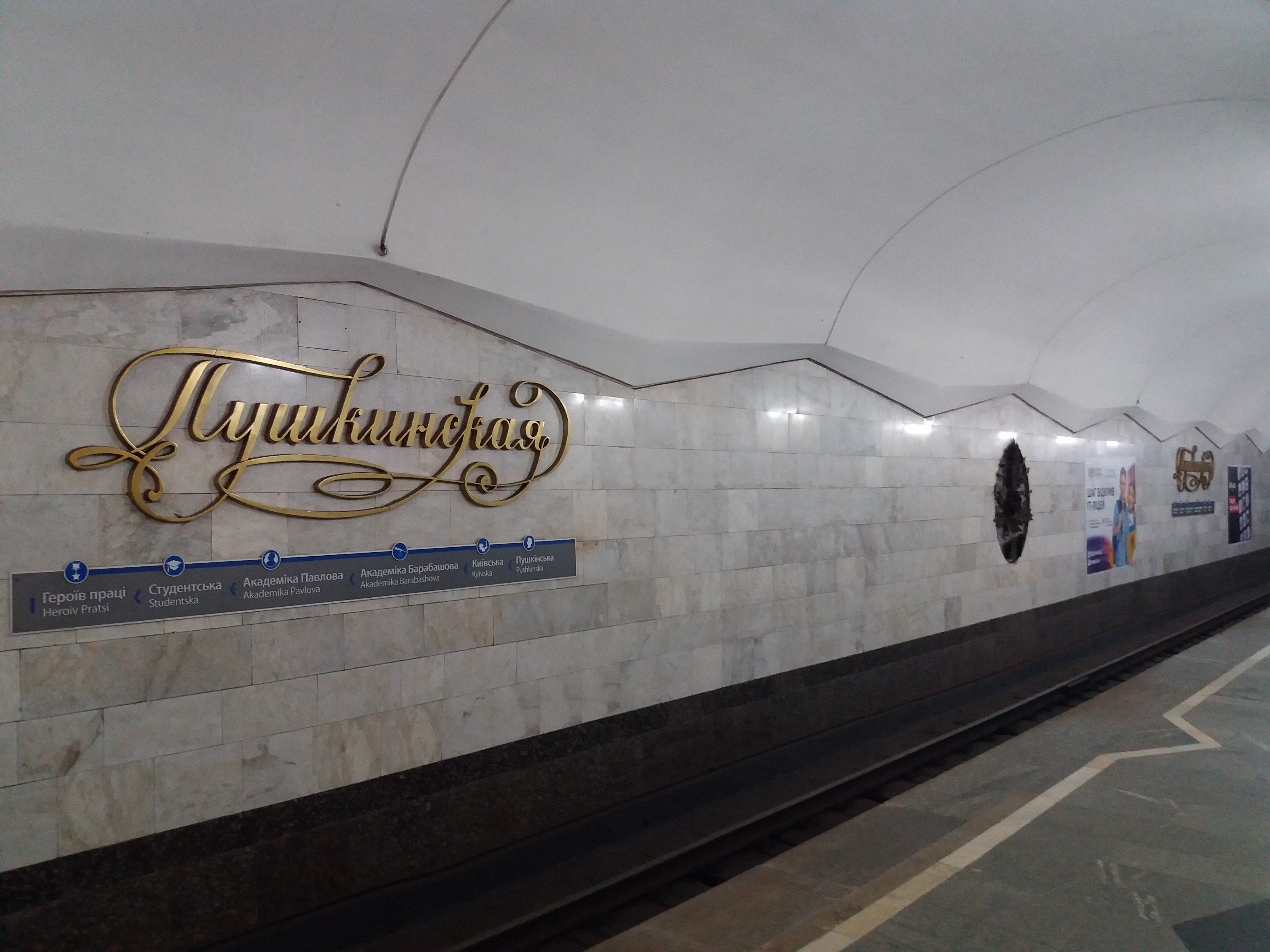
Колишня назва на колійній стіні
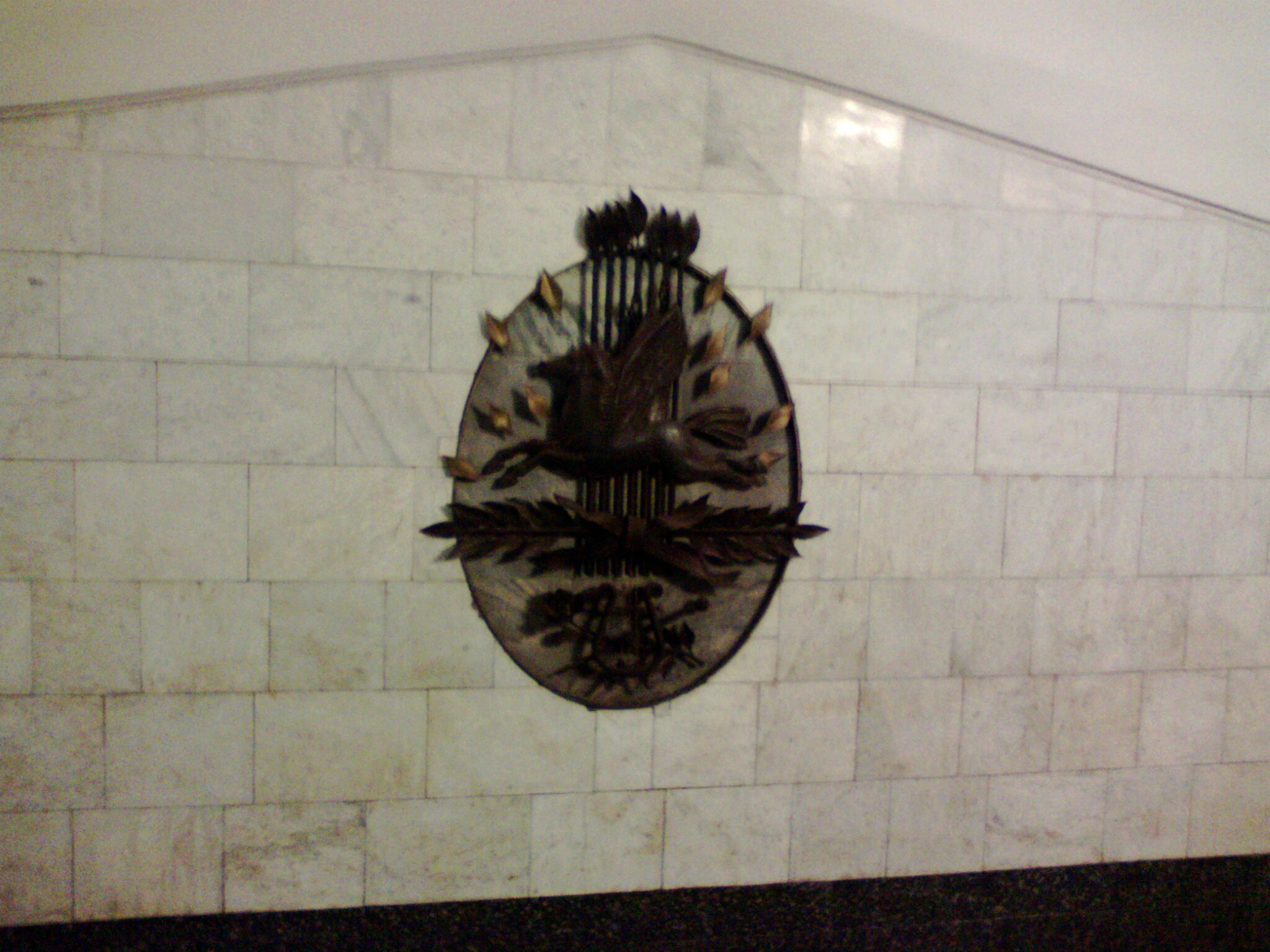
Один з бронзових барельєфів станції
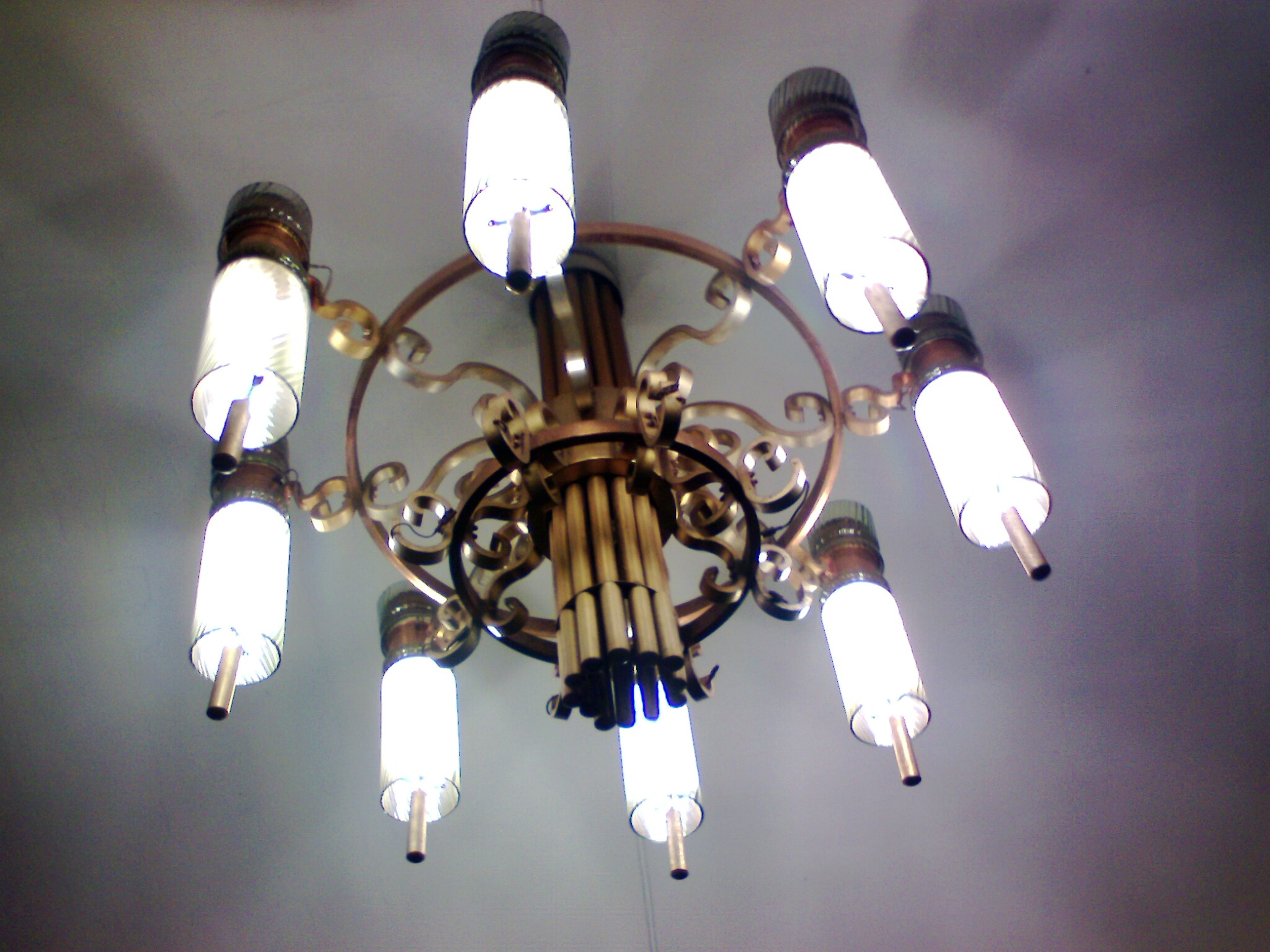
Велика люстра станції
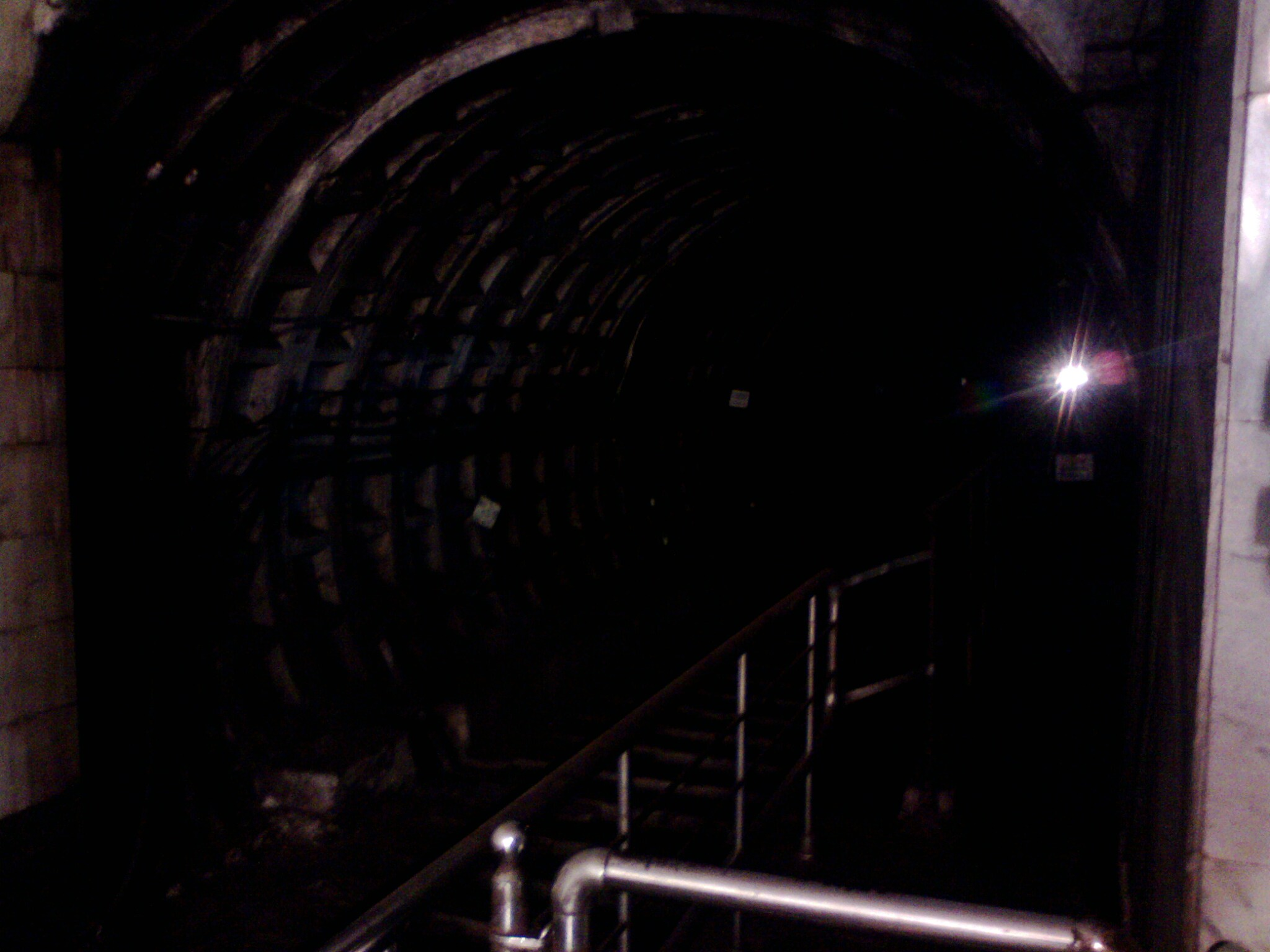
Тунель при в'їзді з боку станції «Київська»
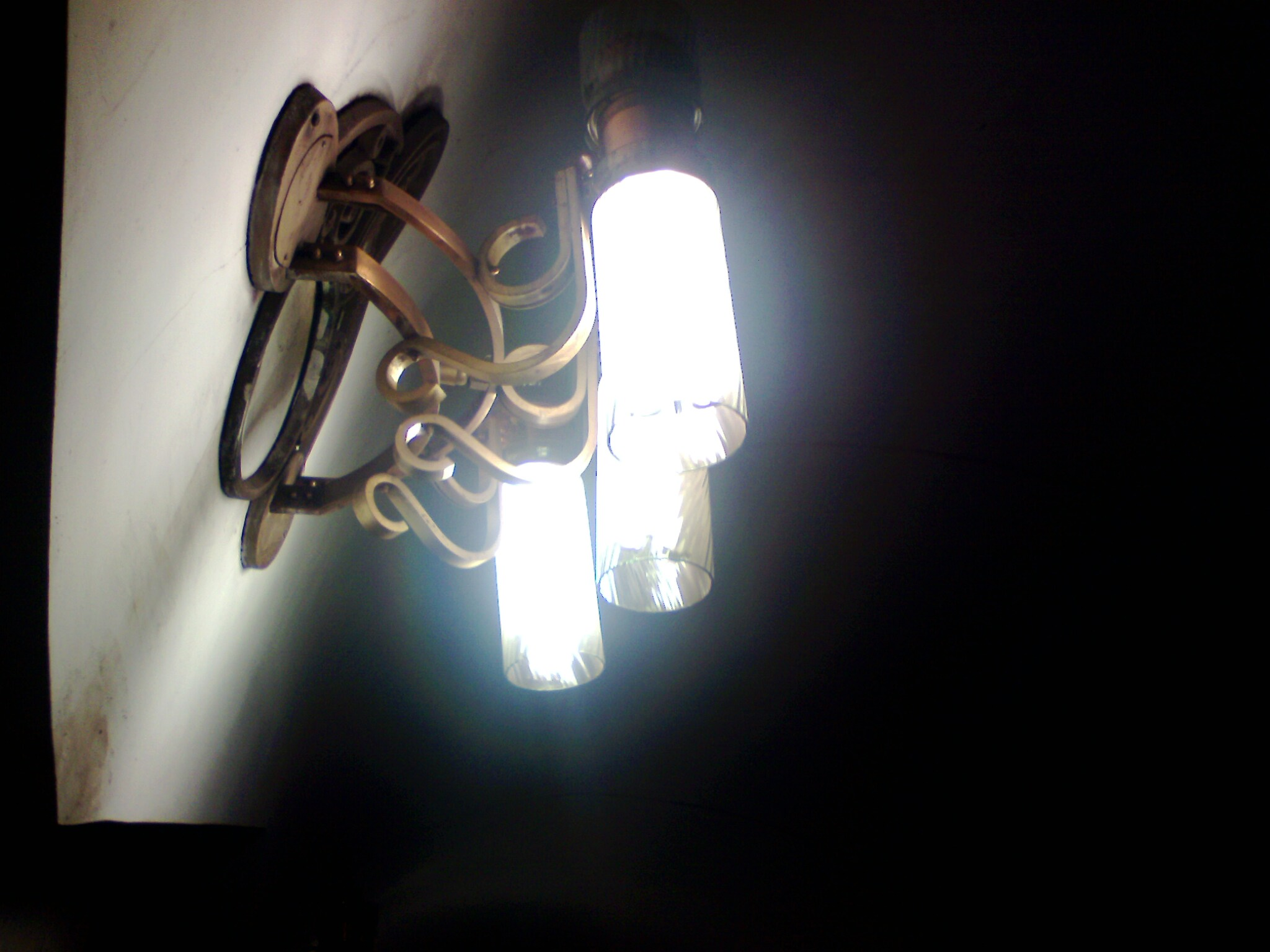
Світильник на станції